# 三孩政策
三孩政策是中华人民共和国的一项计划生育政策。该政策于2021年5月31日在中共中央政治局关于人口老龄化的会议中公布。消息公布前，中华人民共和国第七次全国人口普查结果公布，结果显示2020年中国大陸出生人数仅为1200万人，创下自1960年以来的最低出生人口，人口老龄化进一步加剧，该政策便在此背景下诞生。之前两孩政策取代了中国的一孩政策，用了35年，直到两孩政策又被三孩政策取代，僅用了五年。

## 背景

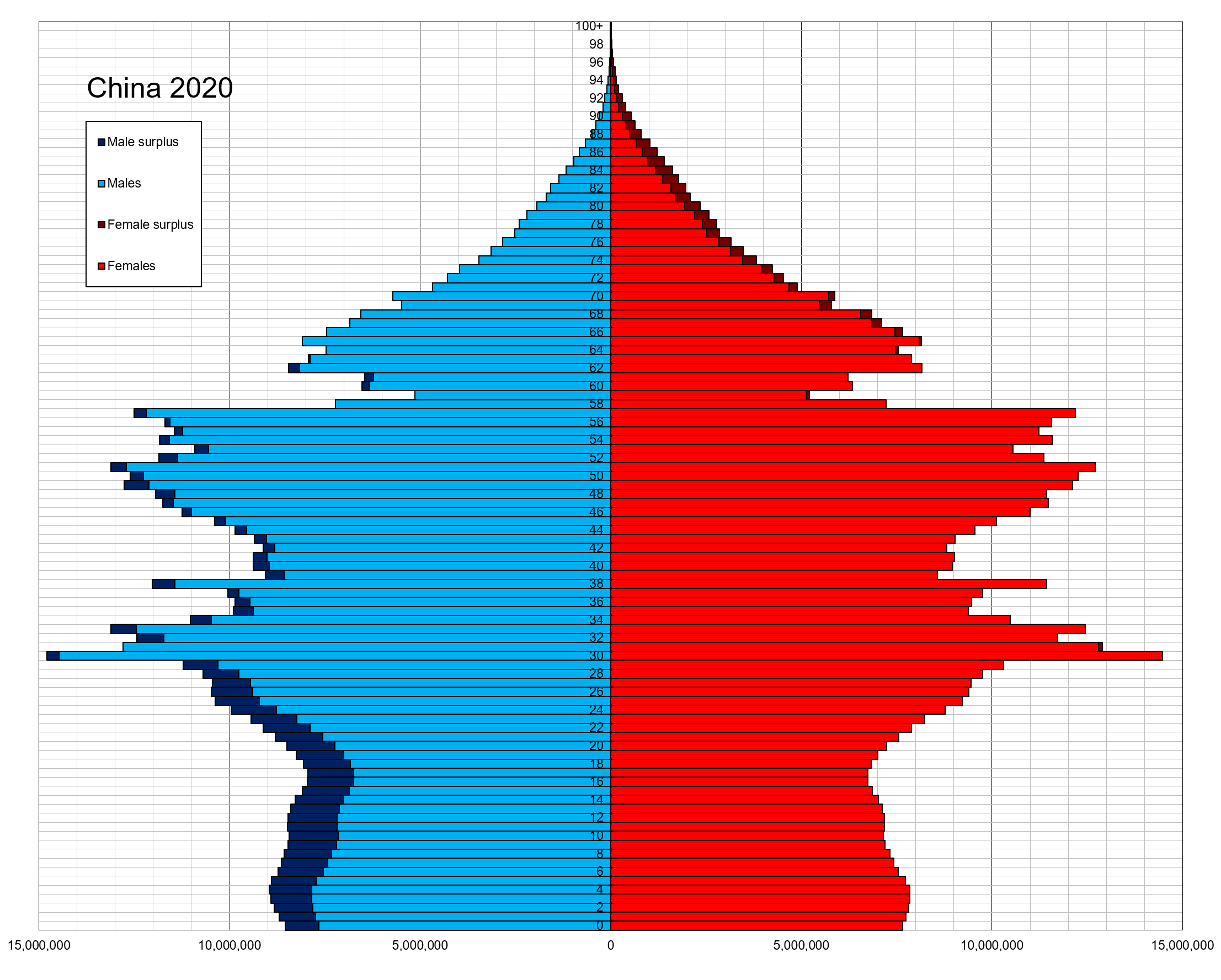
中国人口金字塔（2020年）

中华人民共和国自1979年起实施独生子女政策，规定一对夫妇只能生育一个孩子，造成新增人口不断下降，在1999年便已经迅速进入老龄化社会。
为了延缓人口老龄化的趋势，中国政府于2015年在中共十八届五中全会上正式推出两孩政策，放宽生育限制，然而政策并未出现预期的生育潮，除2016年受70年代女性反响，出生少量增加之外，没有增加更多的人口，年轻女性的怀胎率持续出现创历史新低的下跌现象，经历连续三年减少。
根據2020年第七次全国人口普查结果，2020年中国大陸出生人数为1200万人，创下自1960年以来的最低出生人口，顯示两孩政策效果不大。对此，學家呼籲全面開放和鼓勵生育，全国人大代表黄细花在2020年全国人大会议期间就建议取消生育三孩以上的处罚政策。2021年2月，中华人民共和国国家卫生健康委员会回复人大代表提案时表示黑龙江省规定边境地区的居民可生育三个孩子。

## 政策規定
2021年5月31日，中共中央总书记习近平主持召开中共中央政治局会议，审议《关于优化生育政策促进人口长期均衡发展的决定》，宣布实施一对夫妻可以生育三个子女政策及配套支持措施，进一步优化生育政策。会议提出完善生育休假与生育保险制度，加强税收、住房等支持政策，保障女性就业合法权益，而全面两孩政策前的独生子女家庭和农村计划生育双女家庭继续实施现行的扶助及优惠政策。另外，会议也建议建立健全计划生育特殊家庭全方位帮扶保障制度，完善政府主导、社会组织参与的扶助关怀工作机制，维护好计划生育家庭合法权益。
2021年7月20日，《中共中央 国务院关于优化生育政策促进人口长期均衡发展的决定》對外发布，該決定包含三孩政策配套措施。社會撫養費作為一種限制生育意願的經濟措施，正式退出歷史舞台。

## 鼓励措施

### 现金补贴
| 行政区       | 补贴金额（元） | 补贴对象出生日期限制                    | 补贴孩次                                        | 来源   |
| ------------ | -------------- | --------------------------------------- | ----------------------------------------------- | ------ |
| 汉中市       | 10000          | 2022年6月10日（鼓励措施施行时间）及之后 | 第三孩                                          | [ 9 ]  |
| 长沙市       | 10000          | 2022年7月30日之后                       | 对符合条件的家庭，从第三孩开始每孩次均补贴10000 | [ 10 ] |
| 衡水市       | 5000           | 2023年1月1日（鼓励措施施行日期）及之后  | 第三孩                                          | [ 11 ] |
| 安康市宁陕县 | 5000           | 2023年1月1日（鼓励措施施行日期）及之后  | 第三孩                                          | [ 12 ] |
| 黄冈市       | 800            | 2023年1月1日（鼓励措施施行日期）及之后  | 第三孩                                          | [ 13 ] |

| 行政区   | 补贴对象出生日期限制                    | 补贴 | 来源   |
| -------- | --------------------------------------- | --- | ------ |
| 攀枝花市 | 2021年6月12日（支持措施施行时间）及之后 | 对按政策生育第二个及以上孩子的攀枝花户籍家庭，每月每孩发放500元育儿补贴金，直至孩子3岁。                                                             | [ 14 ] |
| 黑河市   | 2021年10月29日及之后                    | 向依法生育三孩以及以上的夫妻每月合计发放育儿补贴1000元（夫妻各发放500元）， 如夫妻一方符合政策，向符合政策方每月发放育儿补贴500元，直至孩子满3周岁。 | [ 15 ] |
| 荆门市   |                                         | 对夫妻双方中至少一方为我市户籍、在市内医疗机构生育三孩的家庭，每月发放500元育儿补贴，直至孩子满3周岁。                                               | [ 16 ] |
| 宁陕县   | 2023年1月1日（支持措施施行时间）及之后  | 三孩每月1200元的蛋奶营养育儿补助标准，按季度予以发放直至孩子三周岁                                                                                   | [ 12 ] |

## 效果
三孩政策出台后，《第一财经》引述陕西西安及山东济南两地的育龄妇女生育意愿调查，结果显示家庭经济基础较为稳固、能够负担生育成本的中年妇女生育三孩愿望最强。而根据北京师范大学教育学部2019级硕士研究生贾萌萌与教授郑新蓉在《中华女子学院学报》2022年第1期刊发的一篇论文，1907名受访女教师中有三孩生育意愿不超过4%，具三孩生育意愿的女教师多半是少数民族，四分之一无职务女教师不想生育，三成未婚女教师不想生育。研究显示，经济、教育、住房、工作强度成为女教师生育的主要因素，“儿童价值至上”的教养观念则加重了女教师的养育负担。
在2022年的政府工作报告中，完善三孩生育政策配套措施被提出，包括将3岁以下婴幼儿照护费用纳入个人所得税专项附加扣除，发展普惠托育服务，减轻家庭养育负担，强化未成年人保护。而在同年举行的两会中，有关三孩或生育的提案便超过50份，其中包括“三孩高考加10到20分”、“三孩免费上幼儿园”、“房屋限购城市给予三孩家庭优先购房资格”、“向三孩家庭发放生育补贴”、“给予三孩家庭定期免费育儿保母照护服务”、“减免三孩及以上家庭百分之五十的房贷利息”等引起热话的提议。

## 社会反響
该政策发布后，中国大陆社会普遍对该政策持负面态度。中国人民大学国家发展与战略研究院教授刘瑞明认为有三孩需求的家庭较少，即便在相对落后的地区也是如此，所以放开三孩不会有实质改善，与全面放开生育没有实质区别，所以应该全面放开。
新華社在新浪微博的官方账号上针對三孩意願做讀者調查，在題為「三孩生育政策來了你準備好了嗎？」的投票中，絕大多數人都選擇「完全不考慮」，而選擇「準備好了迫不及待」、「已提上日程」、「猶豫中很多問題待考慮的」寥寥無幾。在網絡上遭遇吐槽和無厘頭的解構，「民不聊生」成語的含義也被解構為：現代人因生活壓力過大，沒有生孩子的意願，連聊一聊都不願意。
根据《纽约时报》的报道，该政策公布后，在中国大陆社交平台新浪微博上，出现压倒性的批评的声音，大部分网友都认为这一举措效果不大，并且认为该措施反映出中国大陆内部正在恶化的中国老龄化问题，可能會加劇勞動力短缺，並在不久的將來給經濟帶來壓力感到擔憂。
另据路透社和英国广播公司的报道，中国政府即使放宽计划生育政策，也将面临许多人“根本一个都不想生”的问题。
此前因未婚生育三个孩子而身陷“超生风波”的张艺谋妻子陈婷在微博转发三孩政策的消息，表示“提前完成任务”。
2022年，因Omicron變異株导致上海疫情爆发而突然的封城。2022年5月，中國互聯網上流傳一段上海市民與警察的對話對話，視頻中警察要求上海市民前往隔离點，並警告「如果你拒不执行市政府的命令，将会受到治安处罚。处罚以后，要影响你的三代！」，上海市民回應「这是我们最后一代，谢谢！」。美國之音評論事件反應出「中国千禧一代中越来越多的人由于职场压力高企、房价高不可及、教育费用飙涨以及雇主对育龄妇女的歧视，而无奈推迟甚至拒绝婚育」。